# روضة الجهانية
روضة الجهانيّة هي إحدى مناطق دولة قطر تقع في بلدية الريان. يتم الوصول إليها من عبر طريق دخان السريع أو عبر محطة مترو الرفاع. تعتبر من المناطق التي يسمح للأجانب بتملّك الأراضي فيها. تحدها من الشرق مناطق السيج، الثميد وروضة اقديم ومن الشمال جريان السهم ومن الشمال الغربي جريان الظبي ومن الجنوب تجاورها منطقة أُم الجواشين، ويوجد بها مول قطر .

## التنمية
كانت منطقة المنطقة غير مطورة سابقًا تمّ اختيارها لبناء مركز تجاري ورياضي جديد لمدينة الريان غرب المدينة الرياضية في بعيا. فضلاً عن مول قطر ، الذي يشكل أكبر مركز تجاري في قطر ، واستاد الريان الجديد، من المتوقع أن تستضيف المنطقة العديد من الملاعب الرياضية، ومستشفى، وبها محطة مترو الرفاع، وحديقة كبيرة وقاعة للمناسبات والاعراس.

## المواصلات
الوصول إليها عبر محطة الرفاع التي تعتبر بمثابة المحطة الغربية للخط الأخضر لمترو الدوحة. [8] التي أُفتتحت للجمهور في 10 ديسمبر 2019 إلى جانب محطات الخط الأخضر الأخرى.

## معرض الصور

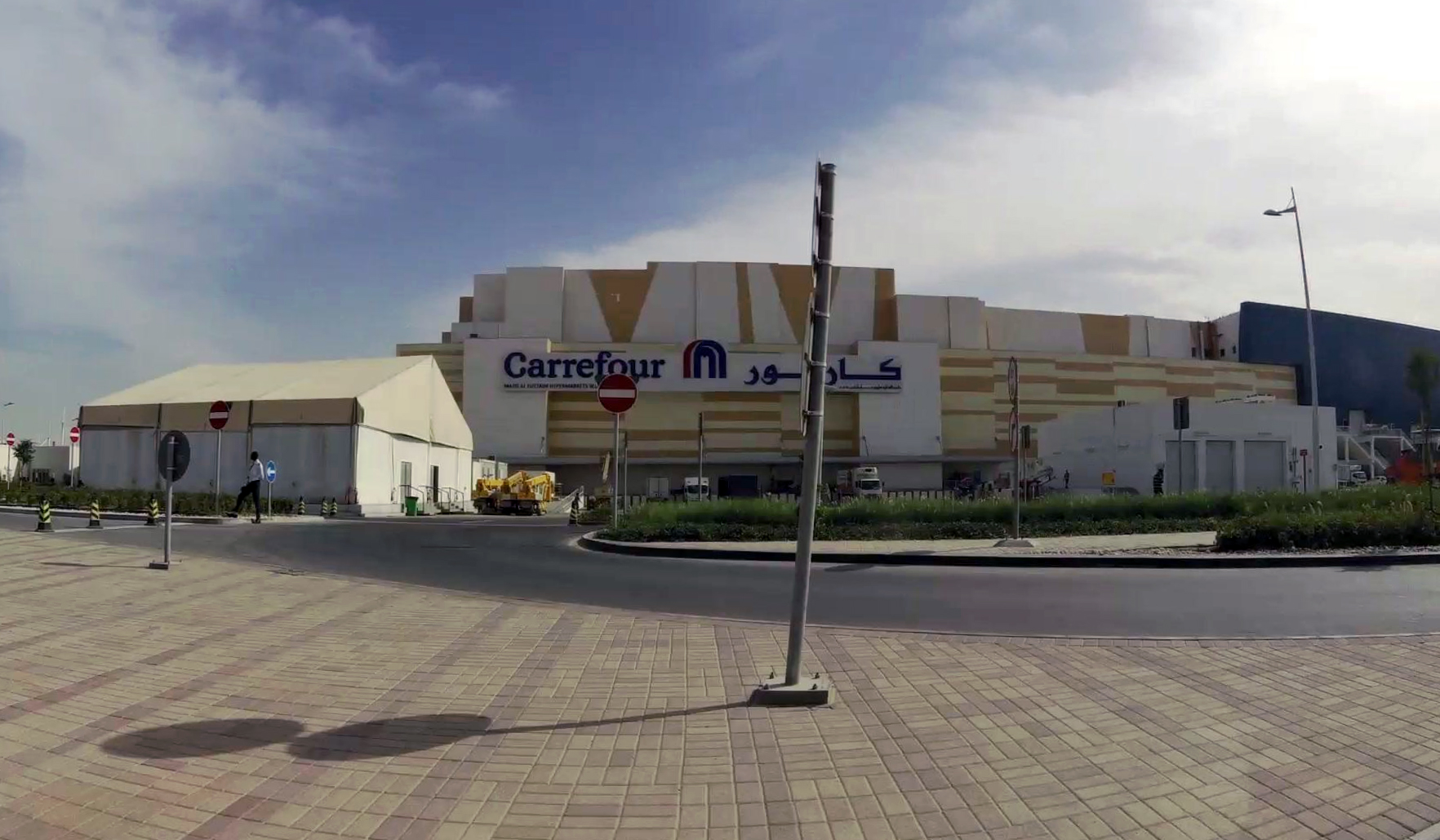
مول قطر في روضة الجهانية .